# 伊集院頼久の乱
伊集院頼久の乱（いじゅういんよりひさのらん）は、応永20年（1413年） - 応永24年（1417年）にかけて薩摩の島津氏で起きた家督争いに端を発する動乱。島津一族の久豊と、島津重臣の伊集院頼久・煕久の間で争いが繰り広げられ、最後は両者が歩み寄る形で和解する。

## 発端
島津奥州家の7代当主、元久が病に倒れたため後継者を選ぶことになった。元久の子は出家していたため家督を継ぐことはできなかった。元久には弟の久豊がいたが、当時大隅・日向の国境を守備していた久豊が無断で敵対する伊東氏から妻を迎えていたため、元久との仲は険悪であった（なお、元久の子であった仲翁守邦は伊集院氏出身の石屋真梁を師としており、出家そのものが伊集院氏による工作があった可能性も指摘されている）。
このような状況の中で、島津家の重臣・伊集院頼久は元久の妹を室にしており、子の煕久（当時は初千代丸）は元久の甥にあたることから、煕久を後継者とするよう病床の元久に勧める。元久が死去すると、頼久は煕久を後継者にするとの遺言があったと公表、元久の葬儀を行った。これを聞きつけた久豊は葬儀中に位牌を奪うと、自らが葬儀を行い8代当主の座につく。しかし久豊の行動に憤った頼久は、反撃の機を窺っていた。

## 経過
当主となった久豊だったが、反乱を起こした豪族・渋谷氏討伐に向かった隙に頼久が挙兵、居城の清水城を奪われてしまう。急ぎ清水城を奪い頼久を追い詰めたが、吉田氏・蒲生氏などのとりなしで頼久を許した。
しかし翌年頼久は再び挙兵。頼久は島津宗家に恨みを持つ総州家の島津久世を味方につけたため、久豊は大敗を喫した。反撃に出た久豊は久世を攻めこれを殺害。久世の子・久林が篭った川辺平山城を包囲するも、救援にきた頼久によって逆に包囲されてしまう。両者は一旦吉田氏の仲介で和解することになったが、久豊の家臣団が頼久を急襲、今度は頼久が助命を請う事態となる。

## 結果
和解の条件として、伊集院頼久は後妻に久豊の女を迎えることになった。伊集院氏の所領は安堵され、頼久は家督を煕久に譲り自らは隠居する。また、伊集院氏と盟約を結んでいた伊作氏も和解に応じたため薩摩半島の戦いは終結に向かった。こうして伊集院頼久の乱と呼ばれる動乱は終結した。
ただし、伊集院頼久への支援をきっかけに始まった奥州家と総州家の争いは引き続き継続されることになる。

## その後
所領を安堵された伊集院氏だったが、煕久の代に再び本家と対立することになる。所領を巡る争いで、宝徳元年に煕久は伊集院郷石谷村（現在の鹿児島市石谷町）領主であった島津一族の町田高久（石谷、とも）を殺害する。これを聞いた9代当主忠国は激怒、伊集院氏の居城・一宇治城を急襲する。煕久は肥前に亡命した、と言われているが詳細は不明。代々島津宗家と婚姻を重ね、一時は宗家を凌ぐまでの権勢を誇った伊集院氏は没落することになった。